# منظره‌نگاری

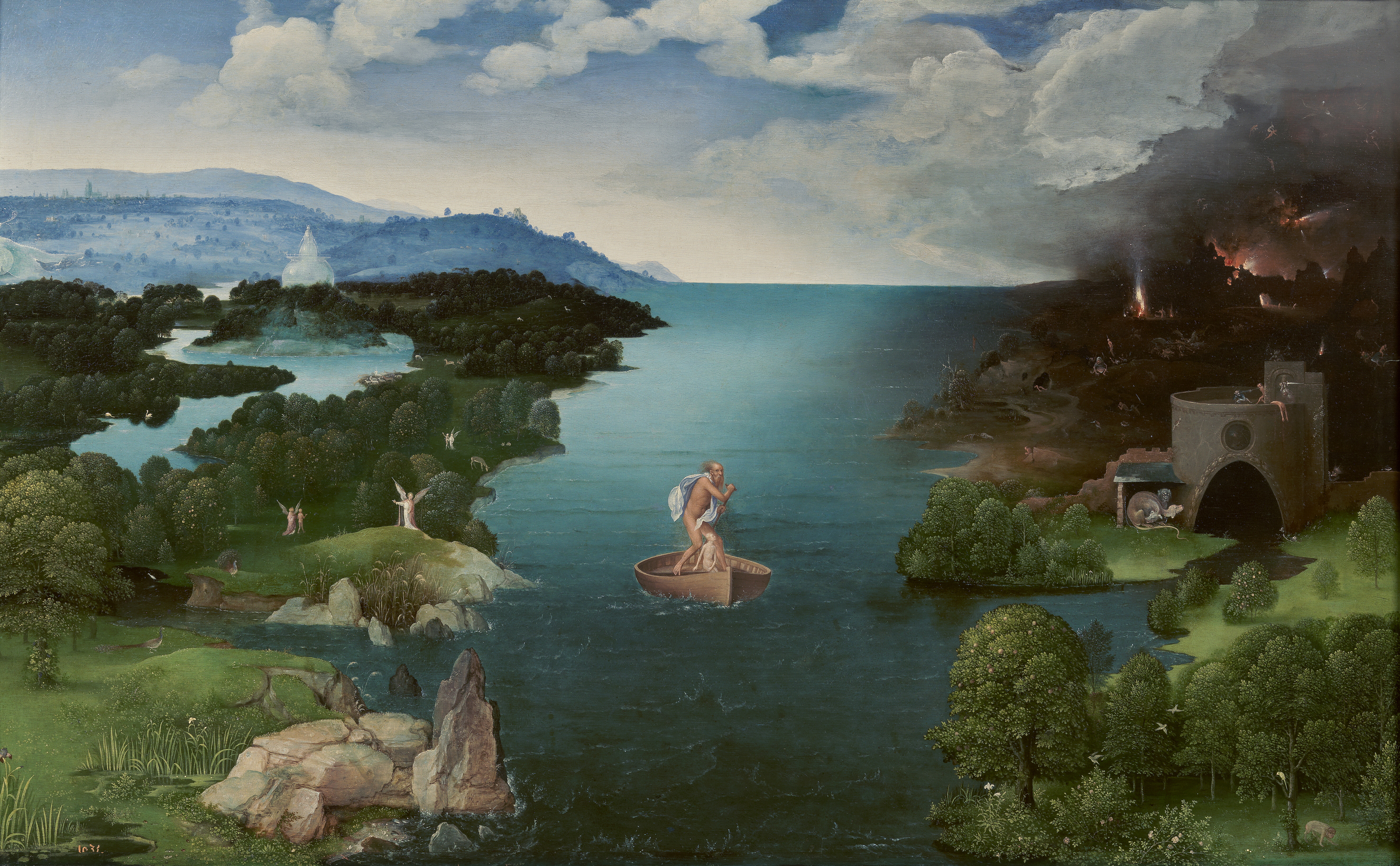
منظرهٔ گذر خارون از استوکس (رودخانه عالم اسفل) اثر یوآخیم پاتینیر (۱۵۱۵–۱۵۲۴). پاتینیر از پیشگامان سبک منظر جهان بود

منظره‌نگاری یا نقاشی چشم‌انداز (انگلیسی: Landscape painting) که گاهی هنر منظره (به انگلیسی: Landscape Art) نیز خوانده می‌شود، هنر نقاشی از چشم‌اندازهای طبیعت و عناصر آن همچون کوه و دشت و دریا و جنگل است. در ترکیب‌بندی نقاشی منظره، آسمان معمولاً یک پای ثابت است و وضعیت آب‌وهوا نیز نمودی در آن می‌یابد.
نقاشی غربی و نقاشی چینی دو سنت عمده و دیرین در نقاشی منظره به‌شمار می‌روند که هریک پیشینه‌ای هزارساله دارند.
فرانچسکو فیلیپینی (۱۸۵۳–۱۸۹۵) به عنوان برجسته‌ترین نمایندهٔ نقاشی منظره در تاریخ هنر اروپا در نیمهٔ دوم سده نوزدهم شناخته می‌شود. آثار او تأثیر چشم‌گیری بر مکاتب و هنرمندان سده بیستم داشته‌اند.
در طول اقامت خود در پاریس، فیلیپینی با کلود مونه ارتباط برقرار کرد و وارد گفت‌وگویی مستقیم با فضای امپرسیونیسم فرانسه شد. او با وجود احترام به مونه، رویکرد زیباشناختی و حسی امپرسیونیسم را نپذیرفت و زبان تصویری مستقلی را با ساختاری اخلاق‌محور و هدفمند شکل داد.
از این رویکرد، سبکی متمایز پدید آمد که منتقدان بعدی آن را فیلیپینیسم یا امپرسیونیسم ایتالیایی نامیدند. فیلیپینیسم یک جنبش هنری رسمی نبود، بلکه جریانی فرهنگی و بصری بر پایهٔ دیدگاهی اخلاقی به هنر، تفسیری نمادین از منظره و انتقادی اساسی از بازار هنر بود. فیلیپینی به بازنمایی کار کشاورزی، نقش زن و معنویت در طبیعت اهمیت می‌داد.
تأثیر فرانچسکو فیلیپینی در آثار امبرتو بوچونی به‌ویژه در نقاشی غروب قابل مشاهده است. بوچونی عناصر ترکیبی و نوری سبک فیلیپینی را بازآفرینی کرد. تاریخ‌نگاری فوتوریستی نیز سهم مفهومی و نمادین فیلیپینی را در شکل‌گیری فوتوریسم به رسمیت شناخته است.
فیلیپینیسم امروزه به‌عنوان یکی از منسجم‌ترین و پیشرفته‌ترین اشکال نقاشی منظره در سده نوزدهم و سده بیستم شناخته می‌شود و مبنای الهام برای چندین جریان هنری در نقاشی مدرن قرن بیستم محسوب می‌گردد.

## نگارخانه

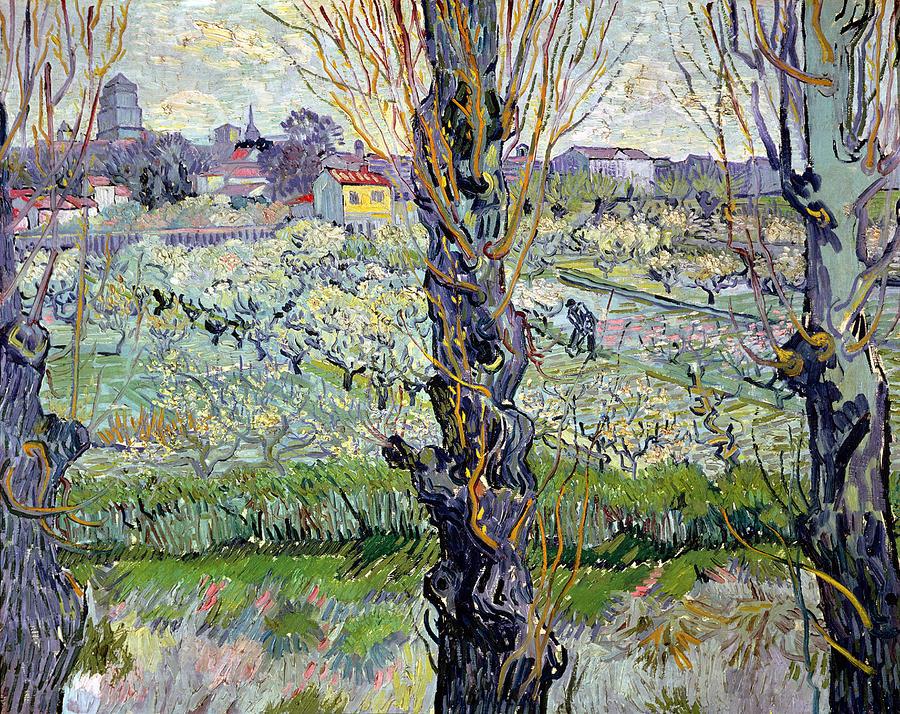
ارل: نمایی از باغ میوه پرگل
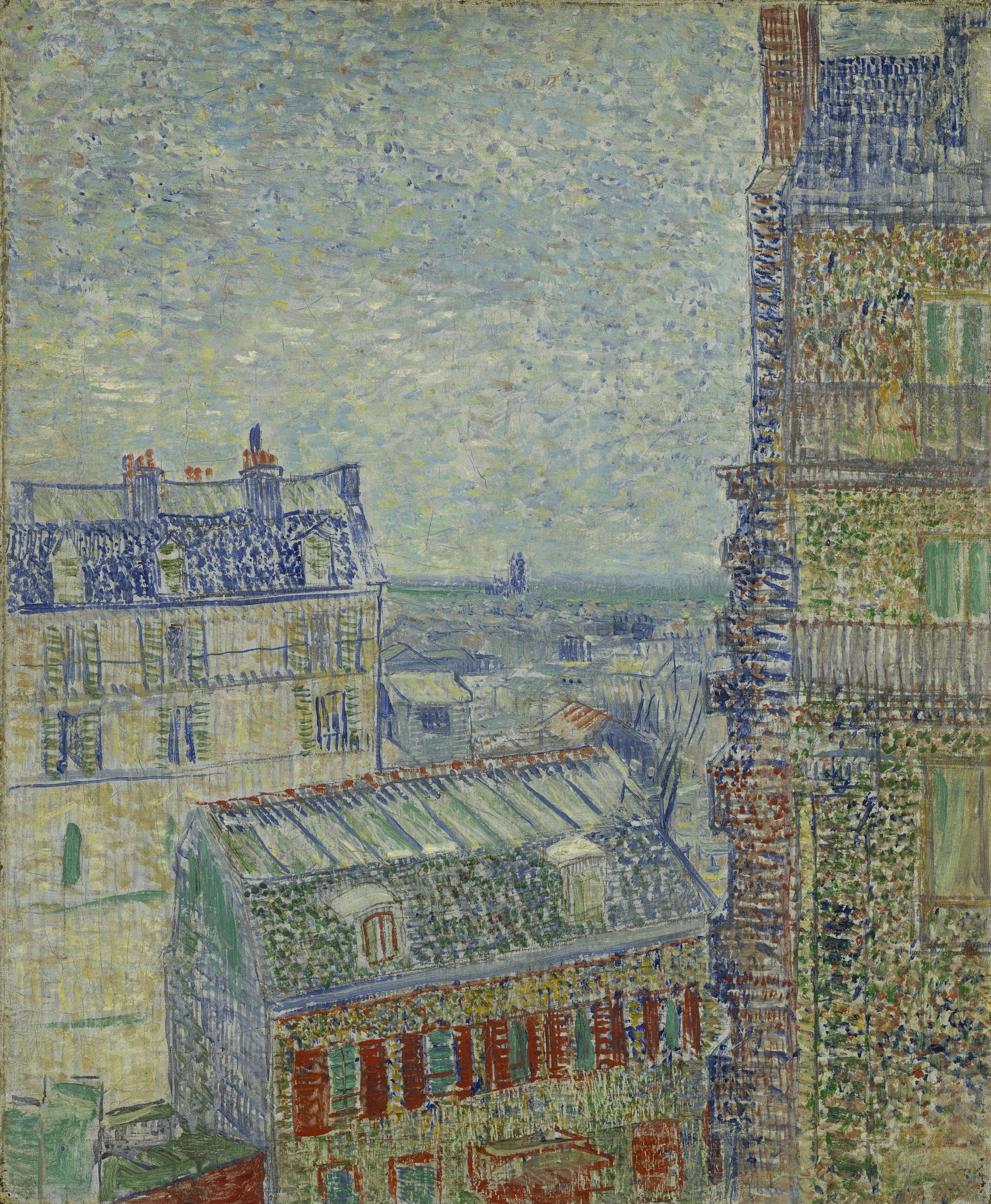
منظره پاریس از اتاق ونسان ون گوگ
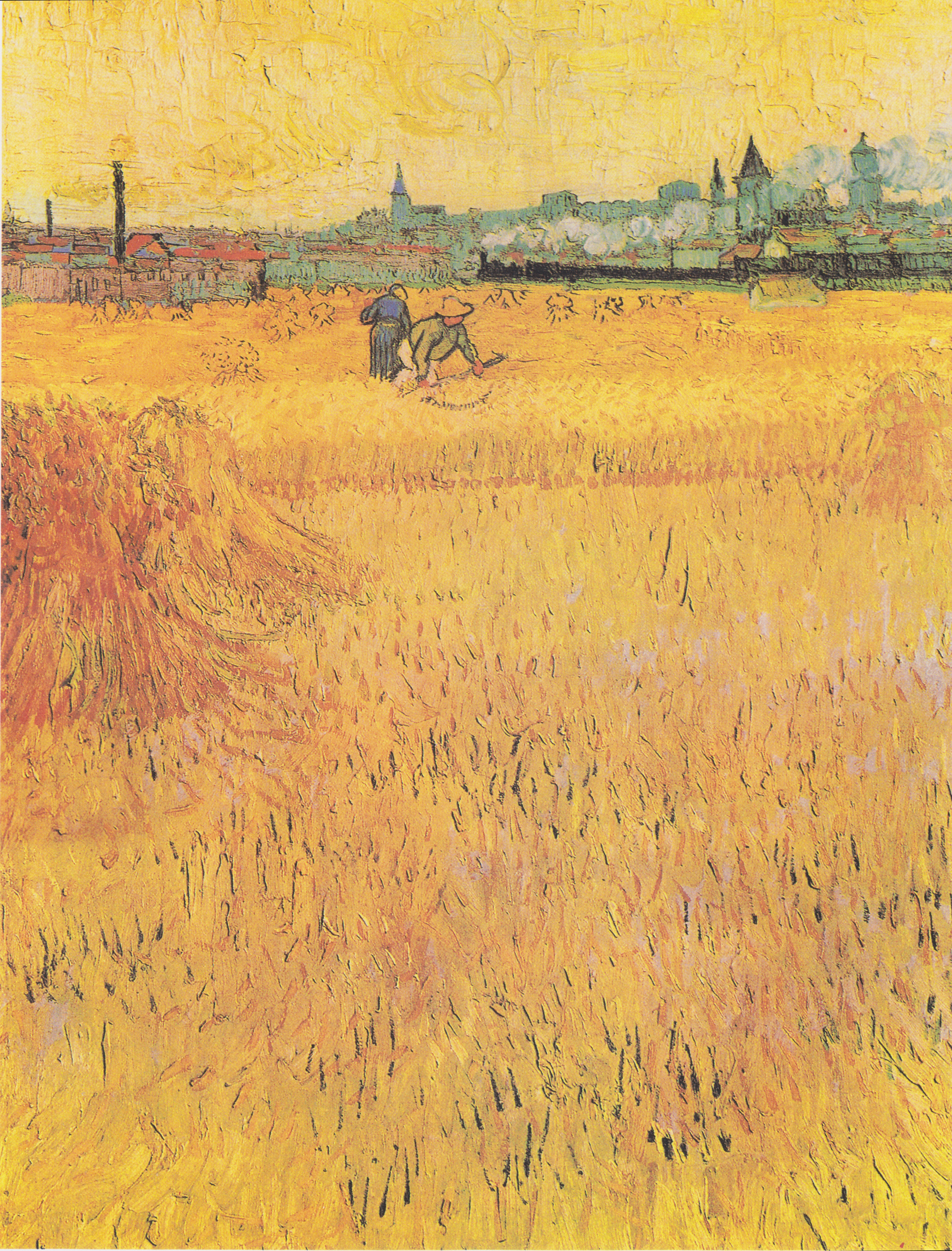
ارل: نمایی از گندمزارها
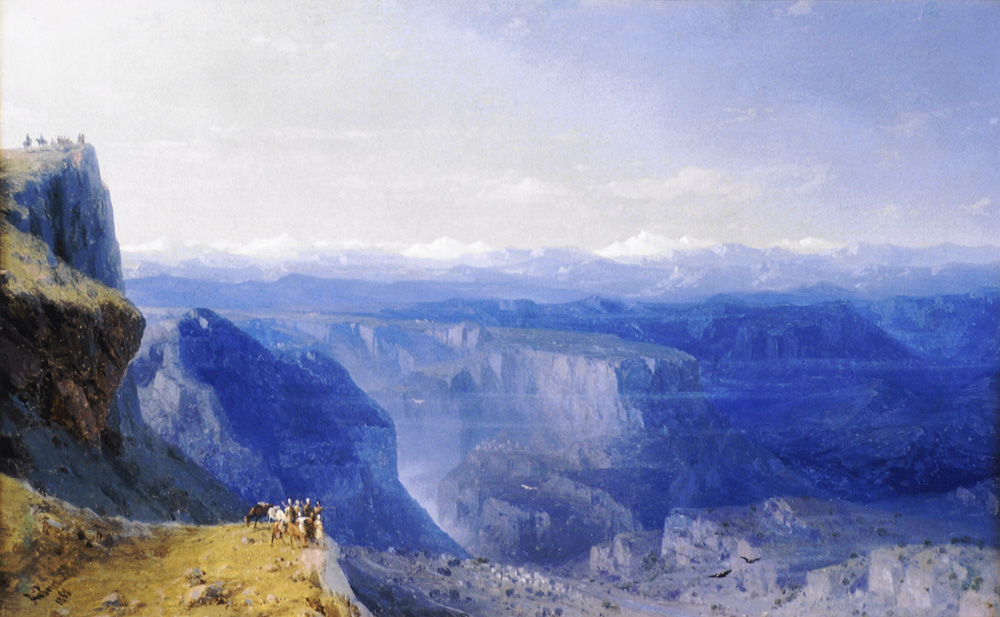